# 북아프리카코끼리땃쥐
북아프리카코끼리땃쥐 또는 북아프리카센지(Elephantulus rozeti)는 코끼리땃쥐과에 속하는 포유류의 일종이다. 알제리와 리비아, 모로코 그리고 튀니지에서 발견된다. 자연서식지는 지중해성 관목 식생 지대와 고온의 사막 지역이다.